# Carl Ludwig
Carl Friedrich Wilhelm Ludwig (tiếng Đức: [ˈluːtvɪç]; sinh ngày 29 tháng 12 năm 1816 - mất ngày 23 tháng 4 năm 1895) là một bác sĩ và nhà sinh lý học người Đức.
Vào năm 1842, trở thành một giáo sư sinh lý học và vào năm 1846 là giải phẫu học. Từ các giáo sư tại Zurich và Viên vào năm 1865 ông đến Đại học Leipzigvà phát triển Viện Sinh lý ở đó, bây giờ nó được đặt theo tên ông: Carl Ludwig Viện Sinh lý học. Ludwig đã nghiên cứu một số chủ đề sinh lý học như huyết áp, bài tiết nước tiêu, và gây mê. Ông đã nhận được Huy chương Copley vào năm 1884 cho nghiên cứu của mình. Vào năm 1869, ông được bầu làm thành viên nước ngoài của Viện Hàn lâm Khoa học Hoàng gia Thụy Điển. Ông được cho là đã phát minh ra huyết tốc kế.
Từ năm 1932, Huy chương danh dự Carl Ludwig được Hiệp hội Tim mạch Đức trao tặng cho các nhà điều tra xuất sắc trong lĩnh vực nghiên cứu tim mạch.

## Cuộc sống
Ludwig sinh ra tại Witzenhausen, gần Kassel, ông học y khoa tại Đại học Erlangen-Nuremberg và Đại học Marburg, lấy bằng tiến sĩ tại Marburg vào năm 1839. Ông làm Marburg ở nhà trong 10 năm tiếp theo, học và dạy giải phẫu học và sinh lý học, là người đầu tiên ủng hộ FL Fick (1841), và sau đó là giảng sư ngoại ngạch (1842), và cuối cùng là giáo sư phi thường (1846). Vào năm 1849, ông được chọn làm giáo sư giải phẫu và sinh lý học tại Đại học Zürich, và 6 năm sau đó ông đến Viên làm giáo sư tại trường Pontifical College Josephinum cho các bác sĩ phẫu thuật quân sự.
Vào năm 1865, Ludwig được bổ nhiệm vào ghế sinh lý mới được thành lập tại Đại học Leipzig, và tiếp tục ở đó cho đến khi ông qua đời vào ngày 23 tháng 4 năm 1895.

## Đánh giá

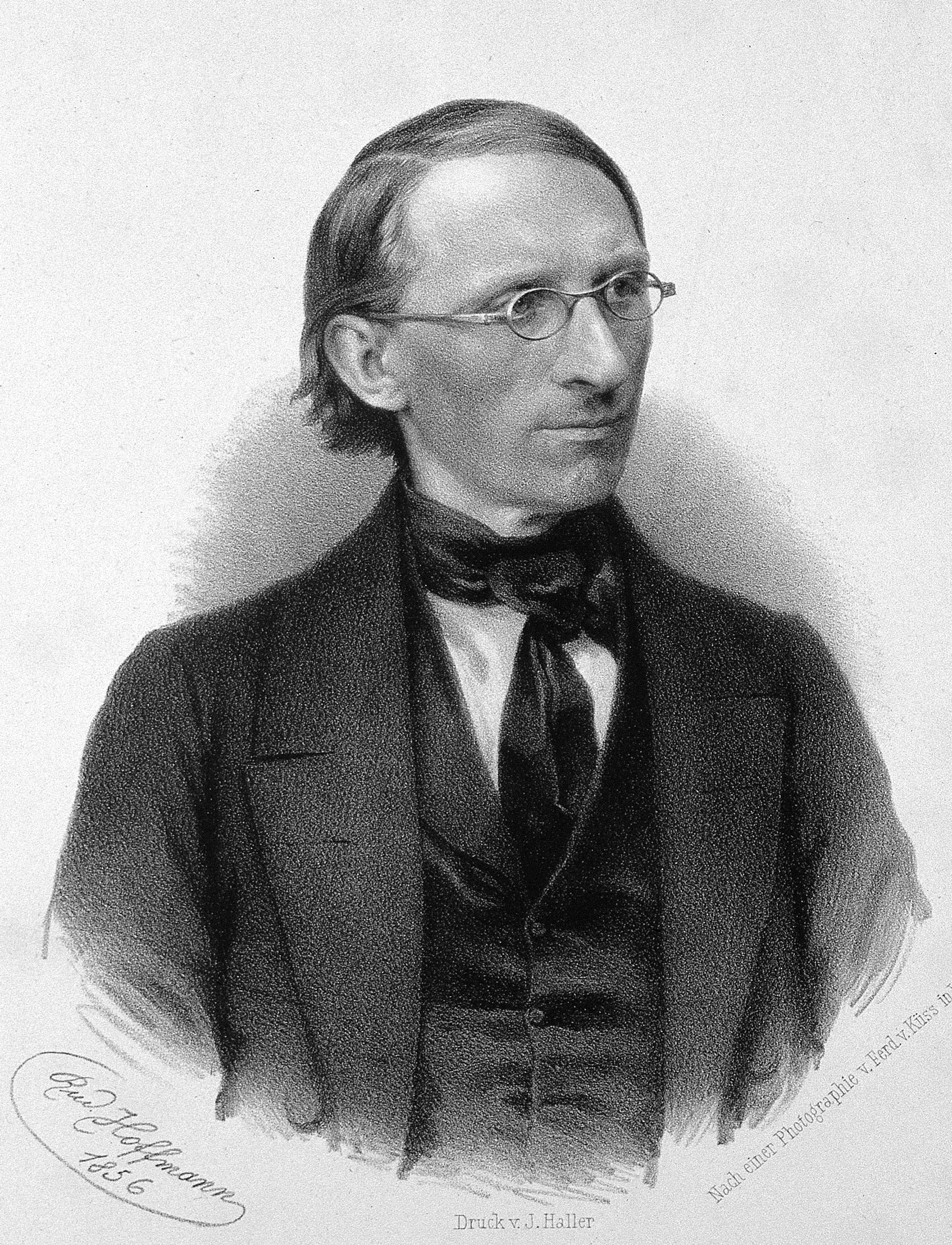
Carl Ludwig vào năm 1856

Tên của Ludwig là một trong những tên nổi bật nhất lịch sử sinh lý học, ông đóng góp phần lớn trong việc mang lại sự tiến bộ trong phương pháp của khoa học diễn ra vào giữa thế kỷ 19. Cung với những người bạn của ông Hermann Ludwig Ferdinand von Helmholtz, Ernst Wilhelm von Brücke, và Emil du Bois-Reymond, người lần đầu tiên gặp ông ở Berlin vào năm 1847, ông bác bỏ giả định rằng hiện tượng động vật sống phụ thuộc vào luật sinh học đặc biệt và quan trọng các lực khác với các hoạt động trong miền có bản chất vô cơ; và ông đã tìm cách giải thích chúng bằng cách tham khảo các luật tương tự như được áp dụng trong trường hợp hiện tượng vật lý và hóa học.
Quan điểm này được thể hiện trong cuốn sách Text-book of Human Physiology (1852–1856), nhưng nó hiển nhiên trong bài báo đầu tiên của ông (1842) về quá trình tiết niệu như trong tất cả công việc tiếp theo của ông. Ludwig có ảnh hưởng rất lớn đến tiến trình sinh lý học, không chỉ bởi những khám phá mà ông đã tạo ra, mà còn bởi những phương pháp và thiết bị mới mà ông đã giới thiệu với dịch vụ của mình. Vì vậy, trong bài tiết, ông đã chỉ ra rằng các tuyến tiết, chẳng hạn như (giải phẫu) dưới hàm, không chỉ là các bộ lọc, và hành động tiết của chúng được tham dự bởi các thay đổi hóa học và nhiệt cả trong bản thân và trong máu đi qua chúng.
Ludwig đã chứng minh sự tồn tại của một lớp dây thần kinh của thần kinh kiểm soát hành động này, và bằng cách chỉ ra rằng nếu các dây thần kinh kích thích thích hợp các tuyến nước bọt tiếp tục tiết ra, mặc dù con vật bị chặt đầu, ông bắt đầu phương pháp thử nghiệm với các cơ quan bị cắt bỏ. Ông đã phát minh ra máy ghi sóng như một phương tiện để có được một hồ sơ bằng văn bản về các biến thể trong áp lực của máu trong các mạch máu; và bộ máy này không chỉ đưa ông đến nhiều kết luận quan trọng về cơ chế lưu thông, mà còn là trường hợp đầu tiên của việc sử dụng phương pháp đồ họa trong các yêu cầu sinh lý. Đối với các nghiên cứu về khí máu, ông đã thiết kế máy bơm máu thủy ngân, với những thay đổi khác nhau, đã được sử dụng rộng rãi. Ông đã sử dụng nó cho nhiều cuộc điều tra thành khí của bạch huyết, các trao đổi khí trong cơ sống, ý nghĩa của vật liệu oxy hóa trong máu, vv.
Thực sự không có bất kỳ nhánh sinh lý học nào, ngoại trừ sinh lý học của giác quan, mà Ludwig không đóng góp quan trọng. Ông cũng là một quyền lực tuyệt vời như một giáo viên và là người sáng lập một trường học. Dưới thời ông, Viện Sinh lý học tại Leipzig đã trở thành một trung tâm nghiên cứu sinh lý có tổ chức, từ đó đã ban hành một loạt công việc ban đầu ổn định; và mặc dù các giấy tờ có chứa kết quả thường chỉ mang tên học sinh của mình, mọi cuộc điều tra đều được truyền cảm hứng từ anh và thực hiện theo hướng riêng của anh. Vì vậy, học trò của ông đã đạt được một người quen thực tế với phương pháp và cách suy nghĩ của mình, và, đến từ tất cả các phần của châu Âu, họ trở về nước của họ để lây lan và mở rộng các học thuyết của mình. Sở hữu kỹ năng thao túng bất thường, anh ta làm công việc thô lỗ và vụng về, và anh khăng khăng rằng các thí nghiệm trên động vật nên được lên kế hoạch và chuẩn bị với sự chăm sóc tối đa, không chỉ để tránh những cơn đau (mà cũng được bảo vệ chống lại bằng cách sử dụng gây mê), nhưng để đảm bảo rằng các khoản khấu trừ được rút ra từ họ phải có giá trị khoa học đầy đủ.